# Noche Buena
Noche Buena er en mexicansk juleøl som bliver produceret af Cervecería Cuauhtémoc Moctezuma. Det har sin opprindelse fra Tyskland. I starten var dette øl ikke så udbredt, og var ment som en Special Edition-øl som man kunne give bort til venner som gave. Det blev officielt introduceret i 1938, Og er efter det blevet en juletradition i Mexico. Øllet er en del mørkere end andre mexicanske ølmærker.

## Links
- Produktinformation fra FEMSA Arkiveret 5. november 2009 hos  Wayback Machine